# Lien Gisolf

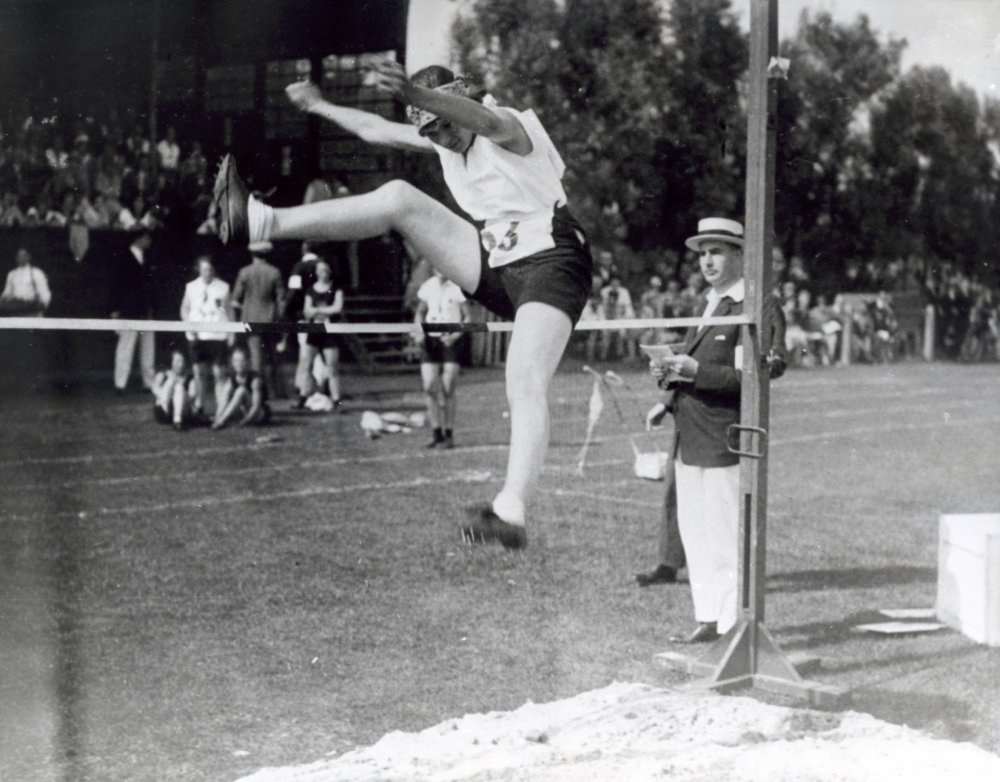
Lien Gisolf 1929

Lien Gisolf (eigentlich Carolina Anna Gisolf; * 13. Juli 1910 in Fort de Kock, Niederländisch-Indien; † 30. Mai 1993 in Amstelveen) war eine niederländische Hochspringerin.
1928 egalisierte sie am 3. Juli in Brüssel den Weltrekord von 1,58 m und gewann bei den Olympischen Spielen von Amsterdam mit 1,56 m die Silbermedaille hinter Ethel Catherwood. Im Jahr darauf kam sie am 18. August in Amsterdam mit 1,605 m als erste Frau über die 1,60-Meter-Marke.
Ihren dritten Weltrekord stellte sie am 12. Juni 1932 mit 1,62 m in Amsterdam auf. Bei den Olympischen Spielen in Los Angeles wurde sie Vierte mit 1,58 m.